# Trichura fulvicaudata
Trichura fulvicaudata là một loài bướm đêm thuộc phân họ Arctiinae, họ Erebidae.